# Pseudozaena
Pseudozaena – rodzaj chrząszcza z rodziny biegaczowatych, podrodziny Paussinae. Należą tu dwa gatunki. Długość ciała dorosłych owadów wynosi 11–15 mm. Zasięg występowania obejmuje Nową Gwineę, Jawę, Borneo i Laos. Chrząszcze są drapieżne, prowadzą nocny tryb życia.

## Gatunki
- Pseudozaena orientalis Klug, 1831
- Pseudozaena tricostata Montrouzier, 1855
  - Pseudozaena tricostata opaca (Chaudoir, 1868)
  - Pseudozaena tricostata tenebrosa Sloane, 1890
  - Pseudozaena tricostata tricostata Montrouzier, 1855